# Veliki Školj (ö i Kroatien)
Veliki Školj är en ö i Kroatien.   Den ligger i länet Dubrovnik-Neretvas län, i den sydöstra delen av landet, 400 km söder om huvudstaden Zagreb.
Terrängen på Veliki Školj är varierad.